# Gunnar Stenqvist
Gunnar Erland Stenqvist, född 26 juni 1915 i Maria Magdalena församling, Stockholm, död 26 december 1968 i Maria Magdalena församling, Stockholm, var en svensk målare och tecknare.
Stenqvist studerade konst vid Grünewalds målarskola i Stockholm 1942 och vid Académie de la Grande Chaumière i Paris 1948. Han medverkade i Nationalmuseums utställning Unga tecknare 1943–1944, HSB utställningen God konst i alla hem 1956–1957, Sveriges allmänna konstförening vårsalonger på Liljevalchs samt Liljevalchs Stockholmssalonger. Hans konst består av folktyper, gatuscener och landskapsskildringar från bland annat Bornholm, Arild och Gotland.    